# St. Pankratius (Paffendorf)

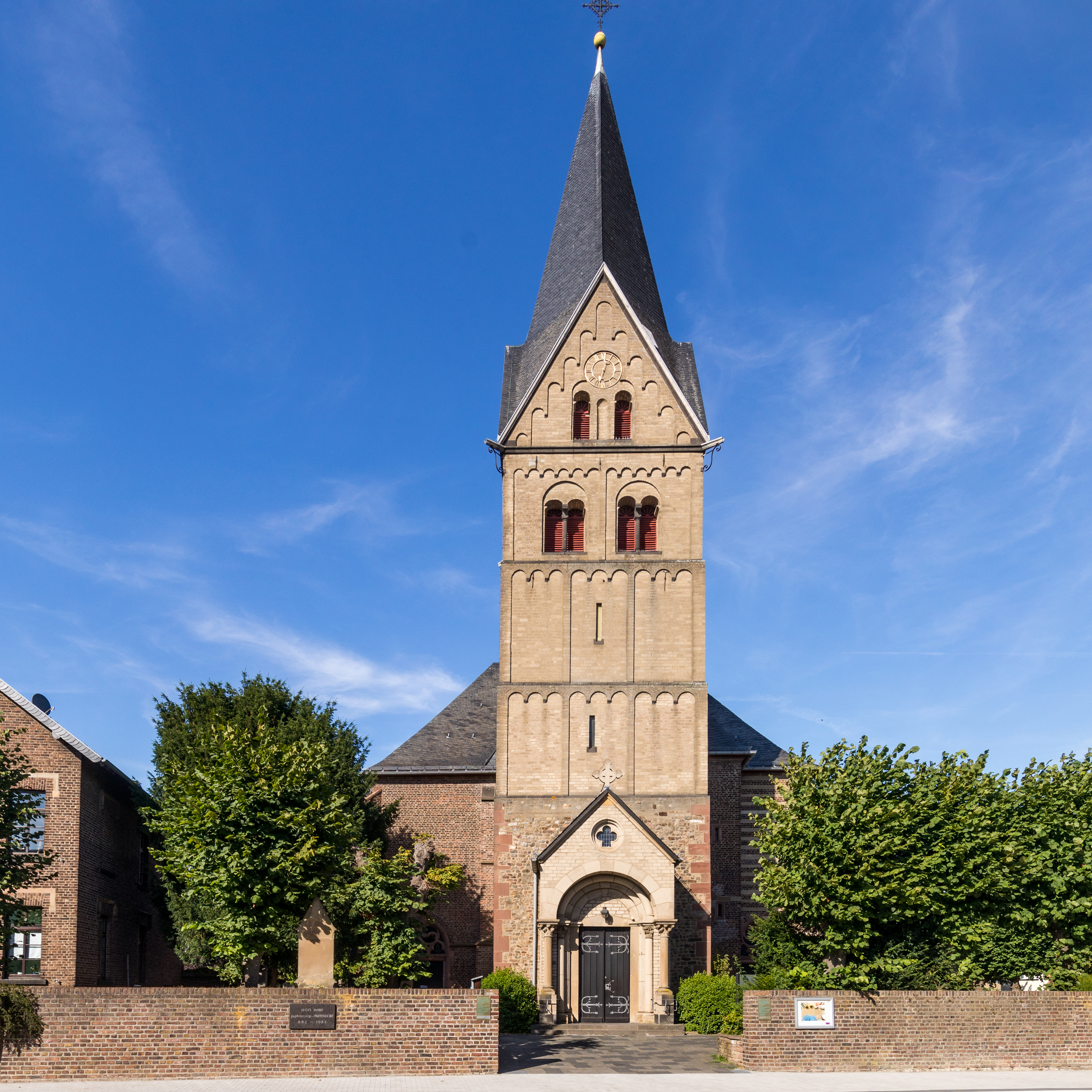
Kirche in Paffendorf von Westen

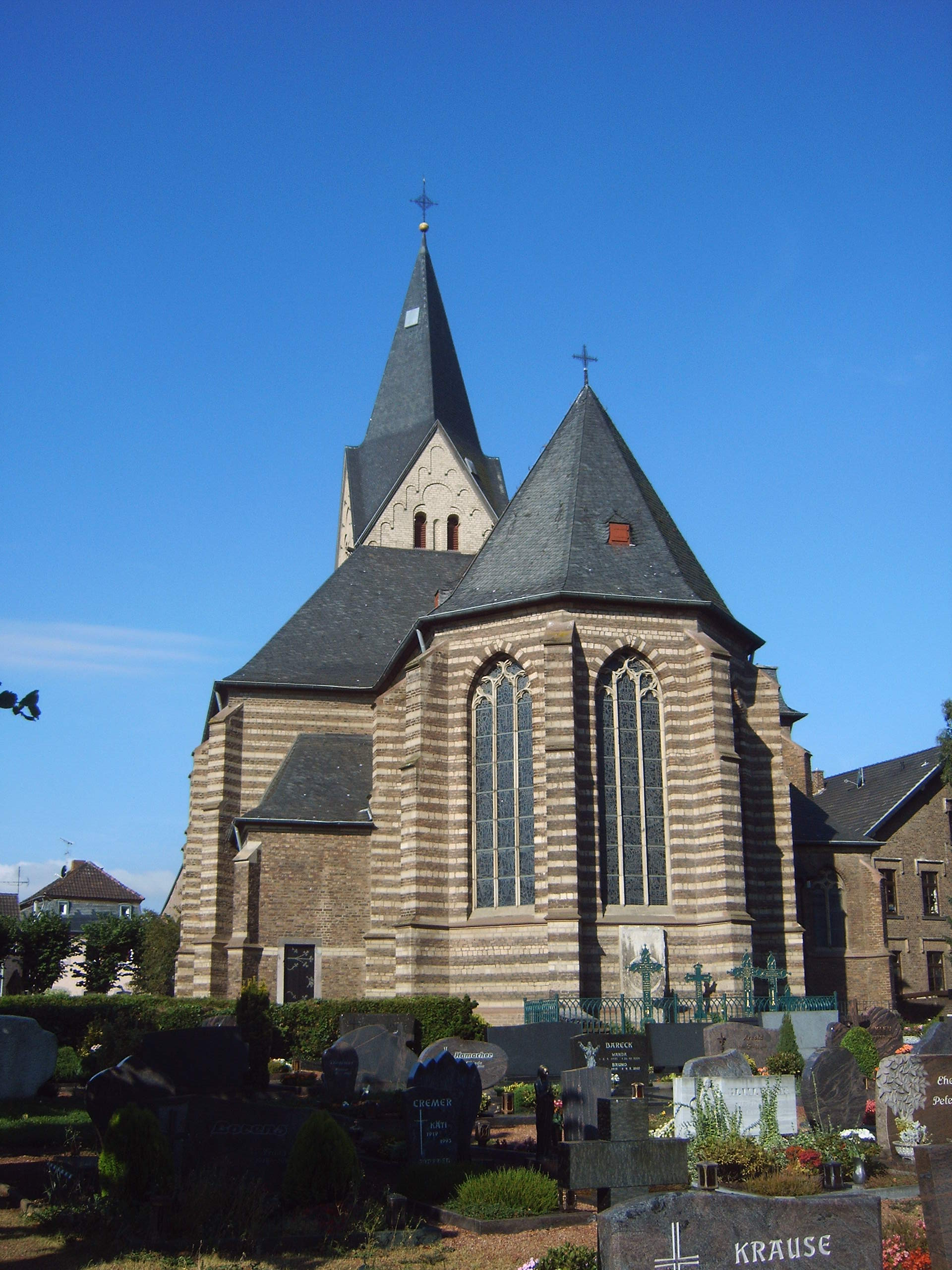
Ostseite

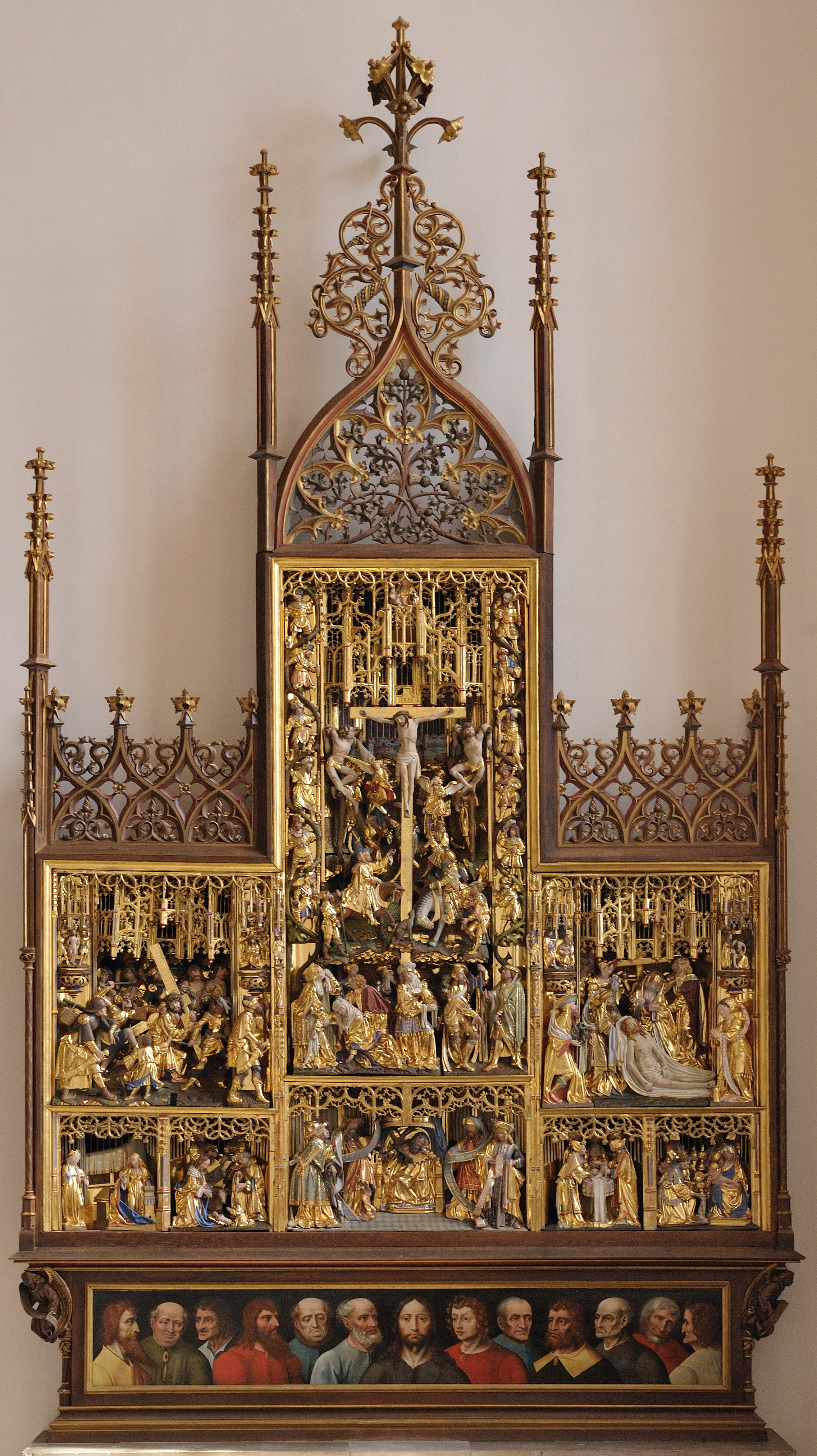
Antwerpener Schnitzretabel (Passionsaltar)

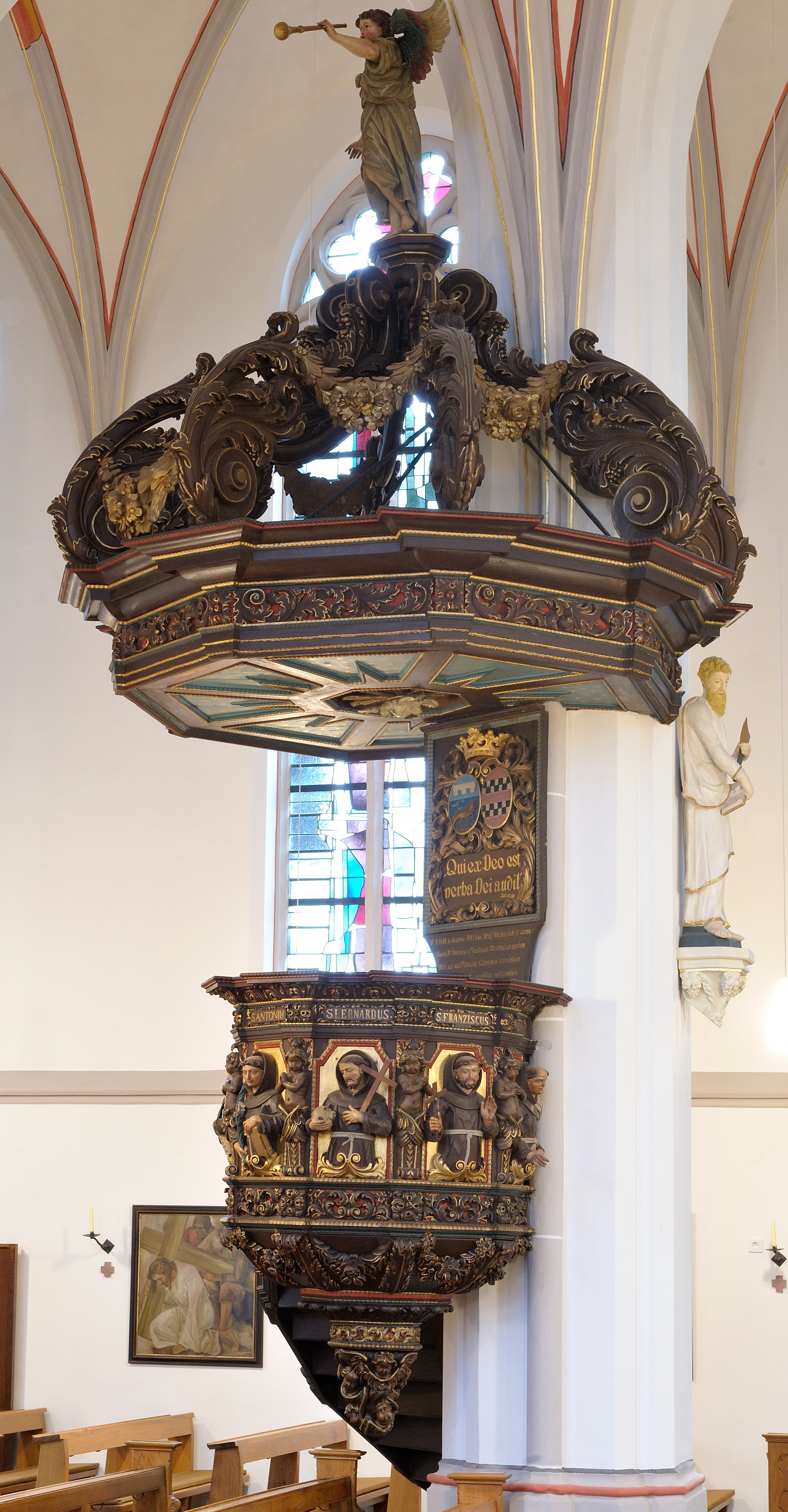
Barockkanzel von 1619

Die Sankt-Pankratius-Kirche ist eine katholische Kirche in Paffendorf, einem Stadtteil von Bergheim. Sie ist dem Heiligen Pankratius geweiht.

## Geschichte
Die Kirche entstand um das Jahr 900 herum. Im 11. Jahrhundert erfolgte eine Vergrößerung im Stil der Romanik. Bis zum Jahr 1507 war dann das Langhaus in spätgotischem Stil ausgebaut worden. 1746 wurde das Dorf und die Kirche bei einem Brand stark beschädigt. Im Chor der Kirche blieben jedoch Fresken vom Ende des 15. Jahrhunderts erhalten.
1804 gelangte die Kirchengemeinde in den Besitz einer Statue des Heiligen Antonius von Padua. Die Statue hatte sich zuvor im Kloster Bethlehem bei Bergheim befunden. 1860 erhielt das Kirchengebäude Anbauten in neogotischer Bauweise. 1862 stiftete die Familie von dem Bongart, damals Besitzer des benachbarten Schloss Paffendorf, den noch heute in der Kirche befindlichen Hauptaltar. Die bisher letzte Renovierung der Kirche fand im Zeitraum von 1974 bis 1978 statt.

## Ausstattung
Neben der Statue des Antonius und dem Hauptaltar ist ein Antwerpener Retabel im rechten Seitenschiff erwähnenswert, das um 1515–1520 zu datieren ist. Es handelt sich dabei um den ehemaligen Kreuzaltar des Essener Münsters. Die Kanzel datiert aus dem Jahr 1619; sie stammt aus dem 1802 aufgehobenen Franziskanerkloster Ad Olivas in Köln.

## Pfarrer an St. Pankratius
- Lorenz Corsten (1941–1946)
- Johannes Höck (1947–1953)
- Josef Hoff (1953–1962)
- Johannes Wingendorf (1962–1965)
- Hugo Ophey (1966–1979)
- Wilhelm „Willi“ Hoffsümmer (1979–2007). Hoffsümmer wurde auch als Buchautor sowie als Herausgeber von Sammelveröffentlichungen zur Gestaltung von Familien-, Kinder- und Jugendgottesdiensten bekannt. Das Paffendorfer Pfarrheim, das 2007 saniert wurde, erhielt ihm zu Ehren den Namen Willi Hoffsümmer Zentrum.
- Theo Brockers (seit 2007)